# Halocarburo

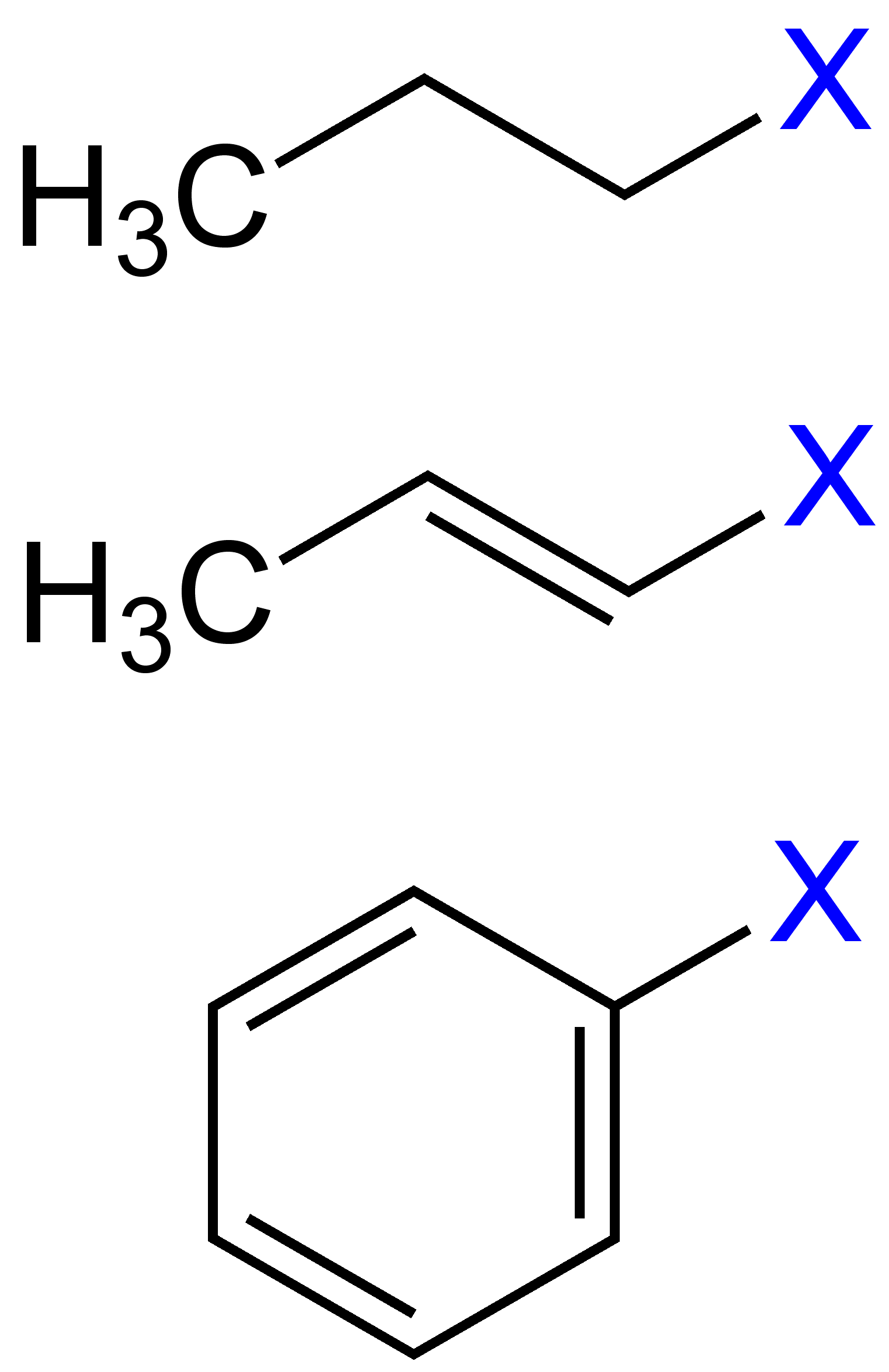
Ejemplos de compuestos orgánicos halogenados. X representa a cualquiera de los elementos halógenos (F, Cl, Br, ...)

Un halocarburo (o organohalógeno, haluro orgánico, halogenuro orgánico, organohalogenado) es un compuesto orgánico que contiene uno o más átomos de halógeno. Muchos compuestos orgánicos sintéticos tales como polímeros plásticos, y algunos compuestos naturales, contienen átomos de halógeno. Se les conoce como compuestos halogenados.
Un grupo importante de organohalógenos son los haloalcanos, que son alcanos que contienen algún átomo de halógeno. Son ejemplos el metano o el etano con uno o más halógenos, tales como el cloro o el flúor, como sustituyentes. Son conocidos bajo varios nombres químicos y triviales tales como fluorocarburos, clorocarburos y clorofluorocarburos (CFC). Tienen o tuvieron un amplio uso como extintores, refrigerantes, propelentes y disolventes. Algunos haloalcanos (especialmente CFC) tienen efectos negativos sobre el medio ambiente, tales como el agujero de ozono.
- Datos: Q387914
- Multimedia: Organohalides / Q387914